# Sympistis osiris
Sympistis osiris là một loài bướm đêm thuộc họ Noctuidae. Loài này có ở New Mexico.
Sải cánh dài 30–34 mm.